# Moacir Vianna
Moacyr Ubirajara Vianna  (Paraná, 8 de setembro de 1922 - Curitiba, 25 de maio de 2011) foi um futebolista brasileiro, ídolo do Clube Atlético Paranaense. Atuava como ponta ou atacante e integrou o time campeão de 1949 que cunhou o apelido de "furacão" ao rubro-negro paranaense.

## Biografia
Filho de Manoel Vianna Júnior, funcionário do jornal "O Dia", Moacyr jogava no Clube Atlético Paranaense quando o time foi campeão de 1949, cuja campanha e título renderam a alcunha de "furacão" ao rubro negro. Atuando como ponta-direita deste time, formou a linha de ataque junto com Rui, Neno, Jackson e Cireno, que em apenas 12 jogos do certame, fizeram 49 gols.
Vianna inicial a carreira no juvenil do Atlético em 1940 e manteve-se no clube até 1951. Neste período, sagrou-se campeão estadual em três campeonatos: 1943, 1945 e 1949. Após a aposentadoria, tornou-se funcionário público.

## Títulos
Atlético Paranaense
- Campeonato paranaense: 1943, 1945 e 1949